# Otto; or Up with Dead People
Pour plus de détails, voir Fiche technique et Distribution.
Otto; or Up with Dead People est un film germano-canadien réalisé par Bruce LaBruce, sorti en 2008.

## Synopsis
Un jeune homme, Otto, erre dans les champs. Pris en stop par un couple âgé, il arrive en ville. Convaincu d'être un mort-vivant, il croise un jeune homme qui aime la mode des zombies. Ayant besoin d'argent pour survivre, il contacte une réalisatrice qui cherche des acteurs pour son film de zombies. Cette réalisatrice, Medea, travaille avec son frère caméraman Adolf, et sa compagne Hella, qui vit comme dans un film muet. Elle a déjà tourné l'histoire de deux zombies gays : Fritz découvre son amant Maximilian qui s'est suicidé, mais ce dernier revient à la vie et fait de Fritz un autre mort-vivant. Dans le scénario de Medea, le monde assiste à une vague d'apparitions de zombies homosexuels, et les vivants les traquent pour les exterminer. Elle est fascinée par Otto, et persuade son acteur Fritz de l'héberger chez lui. À son contact, Otto commence à se rappeler sa vie d'avant…

## Fiche technique
- Titre : Otto; or Up with Dead People
- Réalisation : Bruce LaBruce
- Scénario : Bruce LaBruce
- Photographie : James Carman
- Son : Jörn Hartmann
- Décor : Stefan Dickfeld
- Musique : Kevin Banks
- Montage : Monteur
- Production : Jürgen Brüning, Bruce LaBruce, Jörn Hartmann, Jennifer Jonas et Michael Huber
- Société de production : Jürgen Brüning Filmproduktion et New Real Films (coproduction)
- Pays d'origine :  Allemagne et  Canada
- Format : Couleurs (CepaduLuxe) - 1,85:1 (Vistavision) - son Dolby numérique - 35 mm
- Genre : Comédie dramatique, fantastique, horreur et érotique
- Durée : 95 minutes
- Dates de sortie : 
  - 12 février 2008 au festival de Berlin en  Allemagne ;
  - 27 mars 2008 au Palais de Tokyo (Paris, France) ;
  - 21 août 2008 en Allemagne.

## Distribution
- Jey Crisfar : Otto
- Marcel Schlutt : Fritz Fritze
- Christophe Chemin : Maximilian
- Katharina Klewinghaus : Medea Yarn
- Guido Sommer : Adolf
- Susanne Sachße : Hella
- Stefanie Heinrich : Vieille femme
- John Edward Heys : Vieil homme

## Accueil
Le film a reçu un accueil défavorable de la critique. Il obtient un score moyen de 34 % sur Metacritic.